# Aéroport international Léon-Mba
L'aéroport international Léon-Mba est le principal aéroport du Gabon. Situé dans la partie nord de la capitale Libreville, sa piste est orientée parallèlement et située à quelques centaines de mètres au nord-est de l’estuaire du Gabon et de la côte du golfe de Guinée. Son emprise est aujourd’hui entourée par l’urbanisation. Il assure aussi bien une desserte internationale que des vols intérieurs.
Libreville, capitale du Gabon, dispose d’un aéroport international depuis les années cinquante. Des aménagements successifs lui ont permis d’accueillir au fil de l’évolution tous les types d’avions. L’adaptation aux très gros porteurs (type 747) date de la fin des années soixante. Des équipements de navigation aérienne et d’atterrissage aux instruments, conformes aux spécifications internationales, permettent l’accès de l’aéroport par tous les temps.
Il doit sa dénomination au premier Président de la République Gabonaise (17 août 1961 – 28 novembre 1967).

## Historique
L’aérogare sous sa forme actuelle date de 1991. Avec ses 16 000 m2, elle peut accueillir jusqu’à 1,2 million de passagers par an. Deux passerelles télescopiques permettent un accès direct de l’aérogare aux avions. Une aérogare fret de 10 000 m2 permet de traiter jusqu’à 40 000 tonnes de fret par an.
Jusqu’en 1988, l’aéroport est géré par l’ASECNA (Agence pour la sécurité de la navigation aérienne en Afrique et à Madagascar). Depuis cette date l’État gabonais a concédé la gestion commerciale de l’aéroport pour 30 ans à ADL, société anonyme de droit gabonais. Cette concession, accordée par décret, fixe les missions du concessionnaire : exploitation, entretien, renouvellement et développement des infrastructures. Un cahier des charges précise les conditions dans lesquelles s’exerce cette délégation de service public. Les missions de navigation aérienne et de sécurité incendie restent du domaine de l’ASECNA. Les missions de sécurité publique et de sûreté restent du domaine de l’État gabonais : police aux frontières, Gendarmerie, Haute Autorité de Sûreté et de Facilitation.

## Principaux aéroports gabonais
| Franceville Koulamoutou Libreville Makokou Mouila Oyem Port-Gentil Tchibanga |

## Statistiques
Le graphique qui aurait dû être présenté ici ne peut pas être affiché car il utilise l'ancienne extension Graph, désactivée pour des questions de sécurité. Des indications pour créer un nouveau graphique avec la nouvelle extension Chart sont disponibles ici.

Voir la requête brute et les sources sur Wikidata.

## Compagnies aériennes et destinations

### Passagers
| Compagnies                    | Destinations |
| ----------------------------- | --- |
| AfriJet                       | - Bangui, - Brazzaville, - Cotonou, - Douala, - Franceville, - Pointe-Noire A. Neto, - Port-Gentil, - São Tomé, - Yaoundé-Nsimalen |
| Air Côte d'Ivoire             | Abidjan-F.-H.-Boigny, Brazzaville, Cotonou, Pointe-Noire A. Neto                                                                   |
| Air France                    | Paris-Charles de Gaulle, Bangui |
| Air Senegal                   | Cotonou, Dakar-B. Diagne, Douala                                                                                                   |
| ASKY Airlines                 | - Douala, - Johannesbourg OR Tambo, - Kinshasa-N'djili, - Lomé-G. Eyadéma, - São Tomé, - Yaoundé-Nsimalen                          |
| Camair-Co                     | Douala |
| Ethiopian Airlines            | Addis-Abeba Bole, Malabo |
| Mauritania Airlines           | Bamako-M. Keïta |
| Nationale Régionale Transport | - Franceville, - Koulamoutou, - Makokou, - Mouila (en), - Oyem, - Port-Gentil, - Tchibanga (en)                                    |
| Royal Air Maroc               | Casablanca-Mohammed-V |
| Rwandair                      | Brazzaville, Cotonou, Douala, Kigali, Yaoundé-Nsimalen                                                                             |
| Trans Air Congo               | Douala, Pointe-Noire A. Neto |
| Turkish Airlines              | Istanbul, Luanda-Quatro de Fevereiro, Pointe-Noire A. Neto                                                                         |

  Actualisé le 16/10/2023

### Cargo
| Compagnies            | Destinations                              |
| --------------------- | ----------------------------------------- |
| Cargolux              | Luxembourg, Brazzaville                   |
| DHL Aviation          | Abidjan, Franceville-Mvengue, Port-Gentil |
| Royal Air Maroc Cargo | Addis-Abeba, Casablanca                   |
| Sky Gabon             | Douala, Malabo, Pointe-noire, Port-Gentil |